# Sindinials
Els sindinials (Syndiniales) són una ordre d'organismes unicel·lulars del fílum dels dinoflagel·lats. Viuen exclusivament endosimbiòticament en animals marins i en protozous. La forma tròfica és freqüentement multinucleada. Han perdut la teca i els cloroplasts i, al contrari de tots els altres ordres, el nucli mai és dinocarió. Un bon exemple és Amoebophrya, paràsit d'altres dinoflagelats i que pot contribuir a finalitzar les marees roges.